# 2008-as magyar vívóbajnokság
A 2008-as magyar vívóbajnokság a százharmadik magyar bajnokság volt. A férfi tőrbajnokságot, a férfi párbajtőrbajnokságot és a férfi kardbajnokságot december 13-án, a női tőrbajnokságot, a női párbajtőrbajnokságot és a női kardbajnokságot december 11-én rendezték meg Budapesten, a Láng Csarnokban.

## Eredmények
| Versenyszám          | Arany                      | Arany | Ezüst                                  | Ezüst | Bronz                                                        | Bronz |
| -------------------- | -------------------------- | ----- | -------------------------------------- | ----- | ------------------------------------------------------------ | ----- |
| Férfi tőrvívás       | Szabados Gábor Csata DSE   |       | Szabados Kristóf Csata DSE             |       | Mazza Lorenzo MTK-ErzsébetvárosNémeth Gábor Törekvés SE      |       |
| Férfi párbajtőrvívás | Imre Géza Bp. Honvéd       |       | Kovács Iván BVSC-Zugló                 |       | Boczkó Gábor Bp. HonvédRédli András Balaton VK               |       |
| Férfi kardvívás      | Szilágyi Áron Vasas SC     |       | Lontay Balázs BVSC-Zugló               |       | Hamar Balázs Újpesti TEIliász Nikolász Vasas SC              |       |
| Női tőrvívás         | Varga Gabriella Bp. Honvéd |       | Berta Adrienn Bp. Honvéd               |       | Lemberg Mercédesz BVSC-ZuglóNattán Sarolta MTK-Erzsébetváros |       |
| Női párbajtőrvívás   | Szász Emese Bp. Honvéd     |       | Tóth Hajnalka BVSC-Zugló               |       | Békefi Edina Bp. HonvédRévész Julianna BVSC-Zugló            |       |
| Női kardvívás        | Pető Réka Vasas SC         |       | Kerecsényi-Fodor Georgina Gödöllői EAC |       | Garam Nóra BSEKovács Laura Újpesti TE                        |       |